# Гасанова Гюлістан Агалі кизи
Гюлістан Агали кизи Гасанова (азерб. Gülüstan Ağəli qızı Həsənova; нар. 25 травня 1925, Шемахинський повіт) — радянський азербайджанський тваринник, Герой Соціалістичної Праці (1981). Заслужений тваринник Азербайджанської РСР (1972).

## Біографія
Народилася 25 травня 1925 року в родині селянина в селі Кюрдмаши Шемахинського повіту Азербайджанської РСР (нині Ісмаїллінський район).
З 1939 року доярка в колгоспі в Кюрдамирському районі, з 1943 року доярка радгоспу «40 років Радянського Азербайджану» Ісмаїллінського району. Перші трудові подвиги доярка зробила вже в 1966 році, надоївши з корів замість 2400 кг 2850 кг молока. Гюлістан Гасанова виконала план 1976 року за 10 місяців, надоївши замість запланованих 3000 кілограм молока 4096 кілограм. В господарстві доярки перебувало 16 корів, у першому кварталі 1977 року Гасанова від 16 корів отримала 9 телят, надоїла замість планових 900 кілограм 1116 кілограм і дала слово надоїти за 1977 року 5000 кілограм молока. У 1980 році Гюлістан Гасанова надоїла 6000 кілограмів молока.
Указом Президії Верховної Ради СРСР від 23 лютого 1981 року за видатні успіхи, досягнуті у виконанні планів і соціалістичних зобов'язань 1980 року і десятої п'ятирічки за збільшення виробництва і продажу державі зерна, бавовни, винограду та інших продуктів землеробства і тваринництва, Гасановій Гюлістан Агалі кизи присвоєно звання Героя Соціалістичної Праці з врученням ордена Леніна і золотої медалі «Серп і Молот».
Розпорядженням Президента Азербайджанської Республіки від 2 жовтня 2002 року, за великі заслуги в галузі науки і освіти, культури і мистецтва, економіки та державного управління Азербайджану, Гасановій Гюлістан Агалі кизи надана персональна стипендія Президента Азербайджанської Республіки.
Проживає в селі Кубахаліллі Ісмаїллінського району.
Брала активну участь у суспільно-політичному житті країни. Депутат Верховної Ради Азербайджанської РСР восьмого і дев'ятого скликання, обрана у восьме скликання від Кошакендського виборчого округу № 220, член Комісії з питань торгівлі, побутового обслуговування населення і комунального господарства ЗС республіки, в дев'яте скликання обрана від Кошакендського виборчого округу № 232, член Комісії з питань торгівлі та побутового обслуговування населення ЗС республіки. Член КПРС з 1962 року.